# Aleksejs Saramotins
Aleksejs Saramotins (Riga, 8 aprile 1982) è un ex ciclista su strada lettone, attivo tra gli Elite UCI dal 2005 al 2019 e sette volte campione nazionale in linea.

## Carriera
Nel 2004 esordisce tra gli Elite con la Rietumu Bank-Riga, classificandosi terzo nel campionato nazionale in linea. Nel 2005 consegue alcuni piazzamenti e vince il campionato nazionale, mentre nella stagione seguente bissa il successo nel campionato nazionale in linea. Nel 2007, dopo alcuni risultati in corse in Russia e in Scandinavia, è terzo al campionato nazionale a cronometro e vince per la terza volta quello in linea. L'anno dopo si aggiudica una frazione nel Circuit des Ardennes, prima di trionfare nel SEB Tartu Grand Prix, corse estone. In Svezia coglie quindi diversi successi fra cui la Scandinavian Open Road Race e una tappa e la classifica generale nella Settimana Scandinava; a queste vittorie aggiunge quella in una tappa nel Giro di Slovacchia, e due piazzamenti sul podio al Le Samyn e al Tour du Finistère.
Comincia il 2009 tra le file della squadra danese Designa Køkken. Vince il Grand Prix de Lillers a marzo, il Keggi Velo e una tappa al Tour de l'Oise a giugno, e si classifica secondo sia nel campionato lettone in linea che in quello a cronometro; si aggiudica poi la Druivenkoers nei Paesi Bassi e il Münsterland Giro in Germania. Queste prestazioni gli valgono il decimo posto nella classifica finale dell'UCI Europe Tour 2009, e un contratto professionistico per la stagione 2010 con il Team HTC-Columbia. Nel 2010 è quindi secondo nel campionato nazionale a cronometro e primo in quello in linea; si aggiudica anche il Grand Prix d'Isbergues. Prende peraltro parte al Giro di Lombardia, risultando uno dei 34 corridori, su 199 partiti, capaci di concludere la corsa (si classifica ultimo).
In settembre era intanto stato ingaggiato dalla formazione francese Cofidis. Nel 2011 non consegue successi – non va infatti oltre due secondi posti nei campionati nazionali – mentre nel 2012, dopo il diciottesimo posto alla Parigi-Roubaix, si aggiudica per la quinta volta il titolo nazionale in linea. Nel 2013 viene messo sotto contratto con il team Professional Continental svizzero IAM Cycling.

## Palmarès

### Strada
- 2005 (Rietumu Bank-Riga, due vittoria)

Coppa Romano Ballerini
Campionati lettoni, Prova in linea
- 2006 (Rietumu Bank-Riga, una vittoria)

Campionati lettoni, Prova in linea
- 2007 (Rietumu Bank-Riga, due vittorie)

Campionati lettoni, Prova in linea
4ª tappa Giro di Croazia (Jastrebarsko > Fiume)
- 2008 (Rietumu Bank-Riga, sette vittorie)

1ª tappa Circuit des Ardennes (Montherme > Nohan)
SEB Tartu Grand Prix
4ª tappa Settimana Scandinava (Vårgårda > Vårgårda)
Classifica generale Settimana Scandinava
Scandinavian Open Road Race
3ª tappa Okolo Slovenska (Dohňany > Bánovce nad Bebravou)
Lombardia Tour
- 2009 (Designa Køkken, quattro vittorie)

Grand Prix de Lillers
3ª tappa Tour de l'Oise (Liancourt > Verneuil-en-Halatte)
Druivenkoers
Münsterland Giro
- 2010 (Team HTC-Columbia, due vittorie)

Campionati lettoni, Prova in linea
Grand Prix d'Isbergues
- 2012 (Cofidis, una vittoria)

Campionati lettoni, Prova in linea
- 2013 (IAM Cycling, due vittorie)

Campionati lettoni, Prova in linea
Tour du Doubs
- 2014 (IAM Cycling, una vittoria)

5ª tappa Vuelta a Burgos (Aranda de Duero > Aranda de Duero)
- 2015 (IAM Cycling, una vittoria)

Campionati lettoni, Prova in linea

#### Altri successi
- 2006 (Rietumu Bank-Riga)

Criterium di Vienibas
- 2009 (Designa Køkken)

Criterium di Kjellerup
Criterium di Keggi Velo
- 2010 (Team HTC-Columbia)

Criterium Lauri Aus Memorial

### MTB Marathon
- 2003 (Rietumu Bank-Riga, una vittoria)

Tartu Rattamaraton
- 2005 (Rietum Bank-Riga, una vittoria)

Tartu Rattamaraton

## Piazzamenti

### Grandi Giri
- Giro d'Italia

2015: 161º
- Vuelta a España

2011: 166º
2014: ritirato (7ª tappa)

### Classiche monumento
- Milano-Sanremo

2011: 37º
2013: 60º
2015: 101º
2016: 48º
2017: 179º
- Giro delle Fiandre

2011: 116º
2013: ritirato
2014: ritirato
2016: ritirato
- Parigi-Roubaix

2011: ritirato
2012: 18º
2013: ritirato
2014: 62º
2015: 13º
2016: 8º
2017: ritirato
- Giro di Lombardia

2010: 34º

### Competizioni mondiali
- Campionati del mondo

Zolder 2002 - In linea Under-23: 91º
Hamilton 2003 - In linea Under-23: 65º
Verona 2004 - In linea Under-23: 23º
Madrid 2005 - In linea Elite: 133º
Salisburgo 2006 - In linea Elite: ritirato
Stoccarda 2007 - In linea Elite: ritirato
Varese 2008 - In linea Elite: 59º
Mendrisio 2009 - Cronometro Elite: 31º
Mendrisio 2009 - In linea Elite: 77º
Copenaghen 2011 - In linea Elite: 22º
Limburgo 2012 - Cronometro Elite: 50º
Limburgo 2012 - In linea Elite: ritirato
Toscana 2013 - Cronometro Elite: 23º
Toscana 2013 - In linea Elite: 27º
Ponferrada 2014 - Cronometro Elite: 50º
Ponferrada 2014 - In linea Elite: ritirato
Richmond 2015 - Cronometro Elite: 39º
Bergen 2017 - Cronosquadre: 10º
Bergen 2017 - In linea Elite: 43º
- Giochi olimpici

Londra 2012 - In linea: 56º
Rio de Janeiro 2016 - In linea: 46º

### Competizioni europee
- Campionati europei

Otepää 2004 - In linea Under-23: 45º
Plumelec 2016 - In linea Elite: ritirato
Alkmaar 2019 - In linea Elite: ritirato
- Giochi europei

Baku 2015 - In linea: 7º
Minsk 2019 - In linea: 59º
Minsk 2019 - Cronometro: 20º